# 랩터 로켓 엔진
랩터 로켓 엔진(영:SpaceX Raptor)은 스페이스X가 개발중인 우주발사체 엔진이다.

## 역사

랩터 엔진의 연소 모식도

스페이스X의 우주발사체는 팰컨 9이 유명한데, 추력 90톤 멀린 로켓 엔진을 사용한다. 랩터는 추력 200톤이다. 가스발생기 보다 연료효율이 좋은 다단연소 엔진이다.
- 멀린, 추력 90톤, 연료 상온 등유, 산화제 극저온 액체산소, 가스발생기 사이클
- 랩터, 추력 200톤, 연료 극저온 액체메탄, 산화제 극저온 액체산소, 풀-플로우 다단 연소 사이클

랩터 엔진은 스페이스X 스타쉽 우주발사체의 엔진으로 사용될 계획이다. 스페이스X 스타쉽은 2021년초 이후에 상업용 화물운송 서비스를 시작할 계획이다. 2단 로켓이며, 1단에는 랩터 엔진 24-37개, 2단에 랩터 엔진 6개를 사용한다.
2009년 개발을 시작해 2015년 개발에 성공했다. 미국 정부의 자금 지원 없이, 오직 스페이스X의 자금으로 개발되었다.

## 다른 엔진과의 성능 비교
| 엔진                         | 로켓                                      | 출력                     | 비추력              | 추력 대 무게 비율 | 프로펠런트        | 사이클                    |
| ---------------------------- | ----------------------------------------- | ------------------------ | ------------------- | ----------------- | ----------------- | ------------------------- |
| 블루 오리진 BE-4 (개발중)    | 뉴 글렌, 벌컨                             | 2,400 kN (550,000 lbf)   | TBD                 | TBD               | CH4 / LOX         | 다단 연소 - 산화제 풍부   |
| 에네르고마쉬 RD-170/171M     | 에네르지아, 제니트, 소유즈-5              | 7,904 kN (1,777,000 lbf) | 337.2 s (3,307 m/s) | 79.57             | RP-1 / LOX        | 다단 연소 - 산화제 풍부   |
| 에네르고마쉬 RD-180          | 아틀라스 III, 아틀라스 V                  | 4,152 kN (933,000 lbf)   | 338 s (3,310 m/s)   | 78.44             | RP-1 / LOX        | 다단 연소 - 산화제 풍부   |
| 에네르고마쉬 RD-191/181      | 안가라, 안타레스                          | 2,090 kN (470,000 lbf)   | 337.5 s (3,310 m/s) | 89                | RP-1 / LOX        | 다단 연소 - 산화제 풍부   |
| 에네르고마쉬 RD-275M         | 프로톤-M                                  | 1,832 kN (412,000 lbf)   | 315.8 s (3,097 m/s) | 174.5             | N2O4 / UDMH       | 다단 연소 - 산화제 풍부   |
| 쿠츠네초프 NK-33             | N1, 소유즈-2.1V                           | 1,638 kN (368,000 lbf)   | 331 s (3,250 m/s)   | 136.66            | RP-1 / LOX        | 다단 연소 - 산화제 풍부   |
| 로켓다인 F-1                 | 새턴 V                                    | 7,740 kN (1,740,000 lbf) | 304 s (2,980 m/s)   | 83                | RP-1 / LOX        | 가스 발생기               |
| 로켓다인 RS-25               | 우주 왕복선, SLS                          | 2,280 kN (510,000 lbf)   | 453 s (4,440 m/s)   | 73                | H2 / LOX          | 다단 연소 - 연료 풍부     |
| 스페이스X 멀린 1D 해상       | 팰컨9 1단계 부스터(v1.1 이상)             | 914 kN (205,000 lbf)     | 311 s (3,050 m/s)   | 176               | RP-1 / LOX (냉각) | 가스 발생기               |
| 스페이스X 멀린 1D 진공       | 팰컨9 2단계(v1.1 이상)                    | 934 kN (210,000 lbf)     | 348 s (3,410 m/s)   | 180               | RP-1 / LOX (냉각) | 가스 발생기               |
| 스페이스X 랩터 해상 (개발중) | 스타쉽 1단계 수퍼헤비 스타쉽 2단계 스타쉽 | 2,200 kN (500,000 lbf)   | ~350 s (3.4 km/s)   | ≥170 (목표치)     | CH4 / LOX (냉각)  | 풀플로우 다단 연소 사이클 |
| 스페이스X 랩터 진공 (미래)   | 스타쉽 1단계 수퍼헤비 스타쉽 2단계 스타쉽 | TBD                      | ~380 s (3,700 m/s)  | ≥170 (목표치)     | CH4 / LOX (냉각)  | 풀플로우 다단 연소 사이클 |

## 같이 보기
- 멀린 로켓 엔진
- 스타쉽
- 스페이스X
- RD-191
- BE-4